# Киммерия
Киммерия (др.-греч. Κιμμέρια) — в античной историографии название северных областей известной тогда Ойкумены, в частности, территории Северного Причерноморья и Приазовья (современные Крымский полуостров, южные области Украины, Ростовская область и Краснодарский край России).

## История
Древние греки довольно смутно представляли себе северные (относительно Греции) страны, в частности в «Одиссее» Гомер описывает эти края следующим образом:
| ἔνθα δὲ Κιμμερίων ἀνδρῶν δῆμός τε πόλις τε, ἠέρι καὶ νεφέλῃ κεκαλυμμένοι· οὐδέ ποτ' αὐτοὺς Ἠέλιος φαέθων καταδέρκεται ἀκτίνεσσιν, |  | Там находится город народа мужей киммерийских, Вечно покрытый туманом и тучами: яркое солнце Там никогда не блеснёт ни лучами своими, ни светом, |

Историческая наука говорит о том, что в конце бронзового — начале раннего железного века в Северном Причерноморье появляется новая археологическая культура — «киммерийская», названная по имени обитавшего здесь древнего ираноязычного народа. Время её существования специалисты относят к IX — началу VII вв. до н. э. Археологические материалы свидетельствуют о том, что она сложилась на основе культур эпохи поздней бронзы, существовавших в причерноморских степях. Характерным её признаком было отсутствие долговременных поселений, и это позволило сделать вывод о кочевом скотоводстве как основе хозяйственной деятельности населений. Таким образом, упоминаемая Геродотом «киммериан печальная область» — это реальная территория расселения киммерийских племён, в VIII — VII вв. до н. э. представлявшая собой огромные пространства степи и лесостепи от Фракии до Кавказа. Пребывание киммерийцев на территории юго-восточного Крыма и Керченского полуострова оставило след в топонимике географических названий: Боспор Киммерийский, Киммерик, Киммерийский вал.

## В русской культуре
Во время серебряного века русской культуры новый толчок использованию термина придал поэт и художник Максимилиан Александрович Волошин, а позднее и кружок деятелей культуры сформировавшийся вокруг него. В 1907 году Волошин начал жить в Крыму, в Коктебеле, где его мать приобрела участок земли и начала строительство дачи. С 1910 года он начал писать стихи, впоследствии объединённые в циклы «Киммерийские сумерки» и «Киммерийская весна». Волошин позиционировал Киммерию в восточном Крыму.

Художники пейзажисты К. Ф. Богаевский, М. А. Волошин и ряд других, работавших на крымской и причерноморской натуре, включаются современными искусствоведами в «Киммерийскую школу живописи». В их пейзажах почти не изображается человек, только стихия первозданной природы, кое-где каменное жильё или крепость, или корабль — дело рук человеческих, ещё слишком слабых перед могуществом мироздания.

Киммерия в работах художников Киммерийской школы живописи
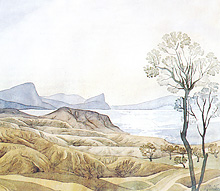
М. А. Волошин. „С Меганома“, 1926
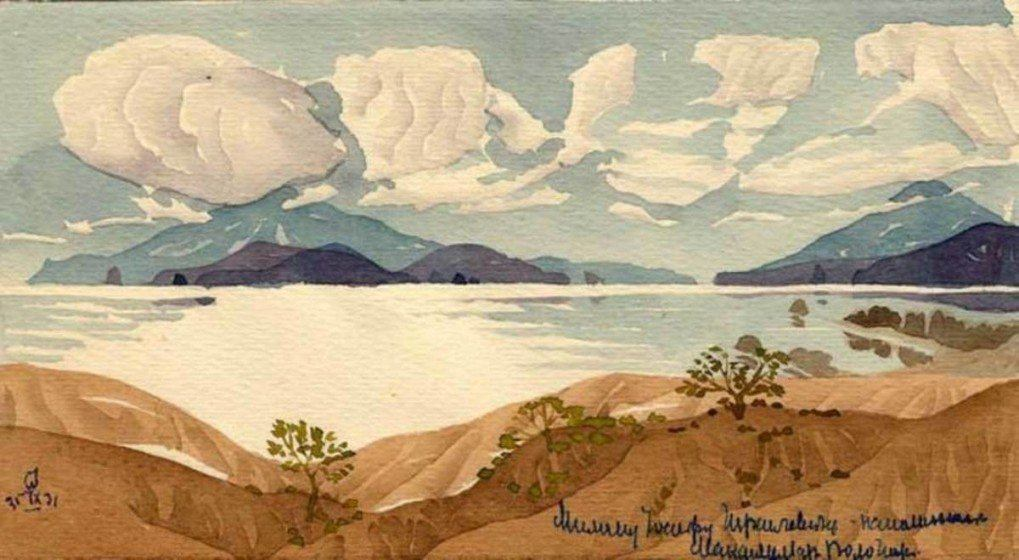
М. А. Волошин. „Вид на Коктебель“, 1931
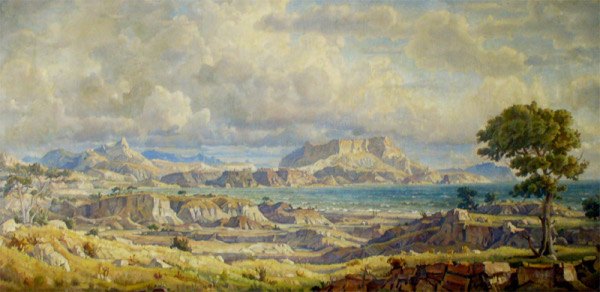
К. Ф. Богаевский. „Киммерия, героический пейзаж“, 1936
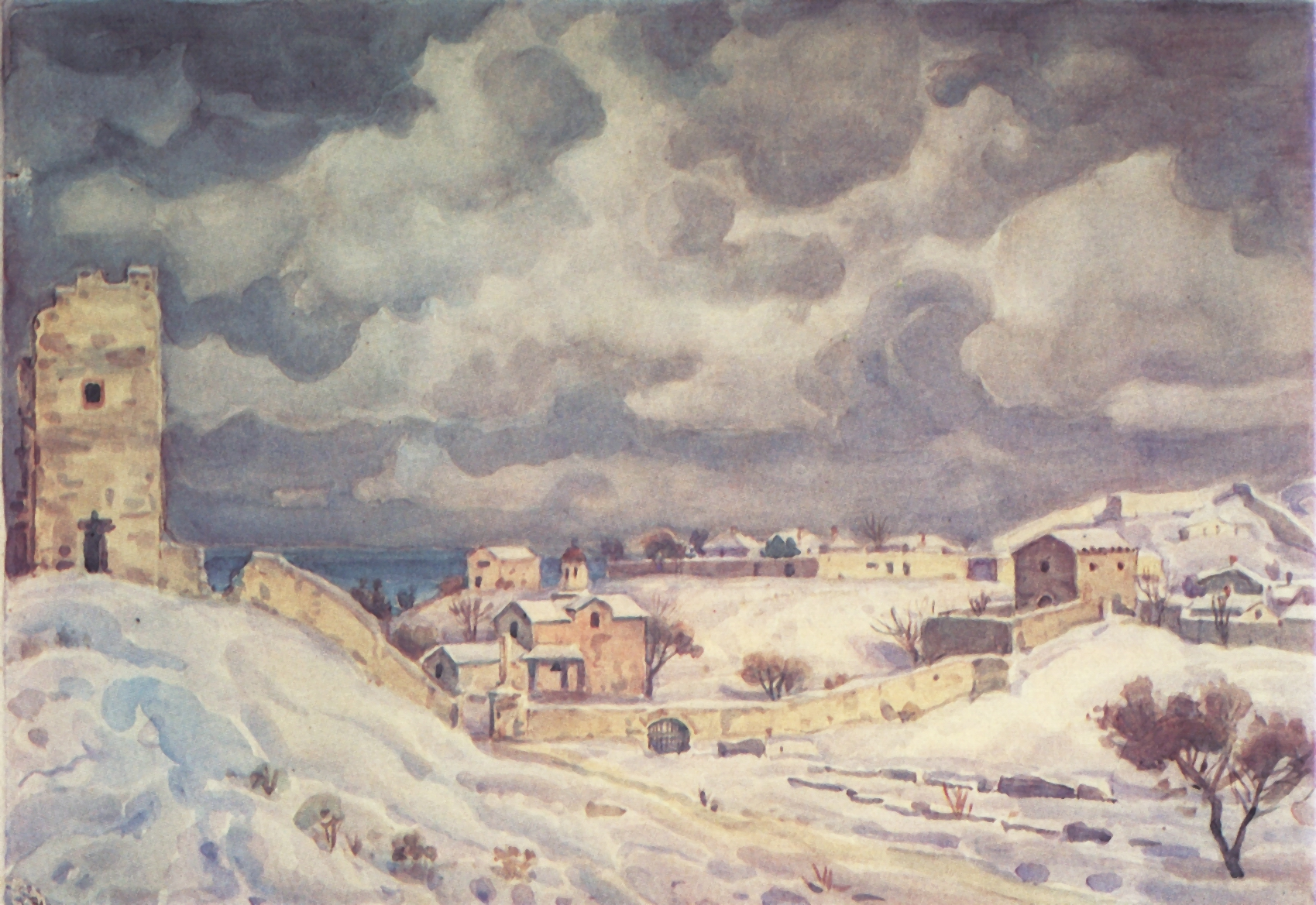
К. Ф. Богаевский. „Феодосия зимой“, до 1947
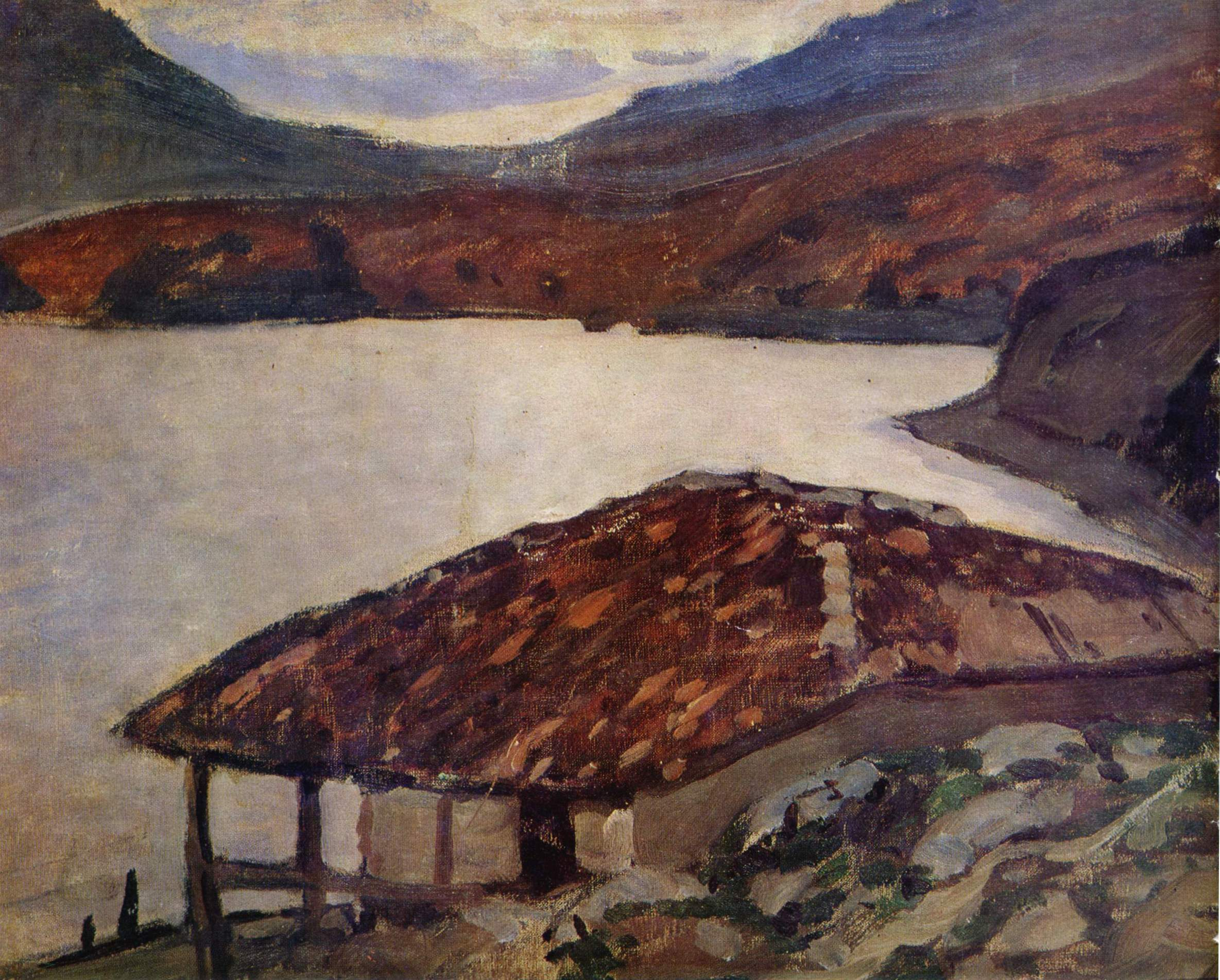
М. П. Латри. „Дом у залива“, ранее 1941
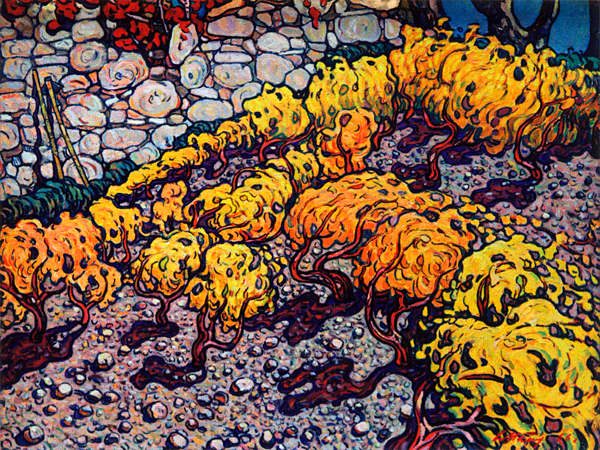
С. Г. Мамчич. „Старый виноградник“, 1966

Пять музеев в Коктебеле, Феодосии и Старом Крыму в настоящее время объединены в Историко-культурный, мемориальный музей-заповедник «Киммерия М. А. Волошина».

## В западной культуре
Киммерию как образ севера и варварского мужества использовал американский писатель-новеллист жанра фэнтези Роберт Ирвин Говард создатель Конана-киммерийца и вселенной Хайборейской эры. В 1932 году во Фредериксбурге, глядя на мрачные холмы сквозь туманный дождь, он представлял себе сказочную страну Киммерию, суровый северный регион, где обитают грозные варвары. В феврале, находясь в Мишшен, округ Хидалго, он написал стихотворение «Киммерия». После многократных журнальных сериалов в дешёвых мягких изданиях Говард стал одним из основоположников жанра «героического фэнтези». После смерти Говарда на основе его текстов вселенную Конана разрабатывали другие авторы. 12-томное повествование о подвигах киммерийца, было отредактировано для издательства Lancer Books писателем-фантастом Леоном Спрэгом де Кампом. Книжная серия романов, повестей и рассказов про Конана задумана и осуществлена Спрэг де Кампом при соавторстве Лина Картера.
Серия о Конане-киммерийце неоднократно экранизировалась в фильмах 1982, 1984, 2011 годов.

## В астрономии
В честь Киммерии назван астероид (1307) Киммерия, открытый 17 октября 1930 года советским астрономом Григорием Неуйминым в Симеизской обсерватории.